# Centrismo in Italia
Il centrismo nella storia d'Italia è stata la formula politica imperniata sulla Democrazia Cristiana che ispirò i governi della Repubblica Italiana dal 1947 al 1958 e, almeno formalmente, fino al 1963. In senso lato, può essere definito come la tendenza a creare aggregazioni politiche di centro.

## Storia

### Il posizionamento atlantico
L'Italia uscita dalla seconda guerra mondiale e dalla Resistenza fu retta da governi di unità nazionale formati da tutti i partiti antifascisti che prendevano parte al CLN. La crisi internazionale fra i vecchi alleati delle Nazioni Unite, in particolare fra USA e URSS, si riflesse pesantemente anche a Roma. L'amministrazione Truman impose l'esclusione dei partiti socialcomunisti dai governi di tutte quelle nazioni europee che intendessero aderire ai benefici del Piano Marshall: il 13 maggio 1947 il Presidente del Consiglio Alcide De Gasperi, in seguito a tensioni all'interno delle forze di coalizione dovute alla crisi del maggio 1947, rassegnò le dimissioni e, il 31 maggio, giurò nelle mani del Capo dello Stato Enrico De Nicola formando un nuovo esecutivo basato sulla DC e sui suoi alleati moderati, il PLI e, col rimpasto del dicembre successivo, il PRI e il PSDI.
La vittoria della compagine centrista nelle elezioni politiche del 18 aprile 1948 comportò la definitiva emarginazione del PCI e del PSI che in occasione delle elezioni avevano dato vita al Fronte Popolare, e il centrismo assunse un chiaro significato atlantista, filo-occidentale e anticomunista, sottolineato dall'adesione al Patto Atlantico nel 1949.

### La coesistenza politica
L'eterogeneità della coalizione comportò tuttavia non poche frizioni, in particolare fra i liberali e la corrente democristiana dei dossettiani, favorevoli all'intervento pubblico nell'economia. Per bilanciare la netta linea governativa liberista incarnata da Luigi Einaudi e Giuseppe Pella, si diede spazio ad iniziative quali la creazione della Cassa del Mezzogiorno, la riforma agraria e quella fiscale. La tesi della democrazia protetta fortemente voluta dal Presidente del Consiglio chiuse comunque ad ogni ipotesi di collaborazione con la destra reazionaria, o di cedimento verso l'instaurazione di uno Stato confessionale. L'approvazione della nuova legge elettorale maggioritaria, che le opposizioni bollarono come legge truffa, era il tentativo di rafforzare questa tendenza di chiusura sia alla destra che alla sinistra e agli integralisti cattolici. Per pochi voti alle elezioni politiche del 1953 non scattò il premio di maggioranza per la DC. Fu una sconfitta che segnò la crisi della formula centrista e, di lì a pochi mesi, l'uscita di scena del suo ispiratore, Alcide De Gasperi.

### Il declino del centrismo
Durante la II Legislatura il centrismo sopravvisse al suo fondatore in maniera sempre più instabile. Si successero governi deboli e, da un lato il progressivo distacco del PSI dal PCI con la fine dell'unità delle Sinistre, e dall'altro lo spostamento in senso conservatore della linea politica cui andò incontro il PLI, contribuirono a mettere in crisi la formula. Dopo le elezioni politiche del 1958, si misero in campo le prime esperienze di centro-sinistra, rese possibili dall'appoggio esterno dei socialisti, con la nascita nel 1962 del governo tripartito presieduto da Amintore Fanfani, con la partecipazione di DC, PSDI, PRI e con l'astensione benevola del PSI, fino all'ingresso organico del partito progressista nel governo nel 1963, con la nascita del governo Moro I.

## Seggi parlamentari del Centrismo

### Governo De Gasperi IV (1947-1948)
| Assemblea Costituente (1946) | Assemblea Costituente (1946)               | Assemblea Costituente (1946) | Assemblea Costituente (1946) | Assemblea Costituente (1946) |
| Partito                      | Partito                                    | Partito                      | Collocazione                 | Seggi                        |
| ---------------------------- | ------------------------------------------ | ---------------------------- | ---------------------------- | ---------------------------- |
|                              |                                            | Democrazia Cristiana         | Centro                       | 207 / 556                    |
|                              | Partito Socialista dei Lavoratori Italiani | Centro-sinistra              | 50 / 556                     |                              |
|                              | Partito Liberale Italiano                  | Centro-destra                | 33 / 556                     |                              |
|                              | Partito Repubblicano Italiano              | Centro-sinistra              | 25 / 556                     |                              |
| Totale                       | Totale                                     | Totale                       | Totale                       | 315 / 556                    |

### Governo De Gasperi V (1948-1950)
| I legislatura (1948) | I legislatura (1948)                       | I legislatura (1948) | I legislatura (1948) | I legislatura (1948) | I legislatura (1948) |
| Partito              | Partito                                    | Partito              | Collocazione         | Seggi Camera         | Seggi Senato         |
| -------------------- | ------------------------------------------ | -------------------- | -------------------- | -------------------- | -------------------- |
|                      |                                            | Democrazia Cristiana | Centro               | 305 / 574            | 148 / 343            |
|                      | Partito Socialista dei Lavoratori Italiani | Centro-sinistra      | 33 / 574             | 23 / 343             |                      |
|                      | Partito Liberale Italiano                  | Centro-destra        | 15 / 574             | 10 / 343             |                      |
|                      | Partito Repubblicano Italiano              | Centro-sinistra      | 9 / 574              | 11 / 343             |                      |
| Totale               | Totale                                     | Totale               | Totale               | 362 / 574            | 192 / 343            |

### Governo De Gasperi VI (1950-1951)
| I legislatura (1948) | I legislatura (1948)                       | I legislatura (1948) | I legislatura (1948) | I legislatura (1948) | I legislatura (1948) |
| Partito              | Partito                                    | Partito              | Collocazione         | Seggi Camera         | Seggi Senato         |
| -------------------- | ------------------------------------------ | -------------------- | -------------------- | -------------------- | -------------------- |
|                      |                                            | Democrazia Cristiana | Centro               | 305 / 574            | 148 / 343            |
|                      | Partito Socialista dei Lavoratori Italiani | Centro-sinistra      | 33 / 574             | 23 / 343             |                      |
|                      | Partito Repubblicano Italiano              | Centro-sinistra      | 9 / 574              | 11 / 343             |                      |
| Totale               | Totale                                     | Totale               | Totale               | 347 / 574            | 182 / 343            |

### Governo De Gasperi VII (1951-1953)
| I legislatura (1948) | I legislatura (1948)          | I legislatura (1948) | I legislatura (1948) | I legislatura (1948) | I legislatura (1948) |
| Partito              | Partito                       | Partito              | Collocazione         | Seggi Camera         | Seggi Senato         |
| -------------------- | ----------------------------- | -------------------- | -------------------- | -------------------- | -------------------- |
|                      |                               | Democrazia Cristiana | Centro               | 305 / 574            | 148 / 343            |
|                      | Partito Repubblicano Italiano | Centro-sinistra      | 9 / 574              | 11 / 343             |                      |
| Totale               | Totale                        | Totale               | Totale               | 314 / 574            | 159 / 343            |

### Governi Scelba e Segni I (1954-1957)
| II legislatura (1953) | II legislatura (1953)                   | II legislatura (1953) | II legislatura (1953) | II legislatura (1953) | II legislatura (1953) |
| Partito               | Partito                                 | Partito               | Collocazione          | Seggi Camera          | Seggi Senato          |
| --------------------- | --------------------------------------- | --------------------- | --------------------- | --------------------- | --------------------- |
|                       |                                         | Democrazia Cristiana  | Centro                | 263 / 590             | 116 / 237             |
|                       | Partito Socialista Democratico Italiano | Centro-sinistra       | 19 / 590              | 4 / 237               |                       |
|                       | Partito Liberale Italiano               | Centro-destra         | 13 / 590              | 3 / 237               |                       |
| Totale                | Totale                                  | Totale                | Totale                | 295 / 590             | 123 / 237             |

### Governo Fanfani II (1958-1959)
| III legislatura (1958) | III legislatura (1958)                  | III legislatura (1958) | III legislatura (1958) | III legislatura (1958) | III legislatura (1958) |
| Partito                | Partito                                 | Partito                | Collocazione           | Seggi Camera           | Seggi Senato           |
| ---------------------- | --------------------------------------- | ---------------------- | ---------------------- | ---------------------- | ---------------------- |
|                        |                                         | Democrazia Cristiana   | Centro                 | 273 / 596              | 123 / 246              |
|                        | Partito Socialista Democratico Italiano | Centro-sinistra        | 22 / 596               | 5 / 246                |                        |
| Totale                 | Totale                                  | Totale                 | Totale                 | 295 / 596              | 128 / 246              |

### Governo Fanfani IV (1962-1963)
| III legislatura (1958) | III legislatura (1958)                  | III legislatura (1958) | III legislatura (1958) | III legislatura (1958) | III legislatura (1958) |
| Partito                | Partito                                 | Partito                | Collocazione           | Seggi Camera           | Seggi Senato           |
| ---------------------- | --------------------------------------- | ---------------------- | ---------------------- | ---------------------- | ---------------------- |
|                        |                                         | Democrazia Cristiana   | Centro                 | 273 / 512              | 123 / 210              |
|                        | Partito Socialista Democratico Italiano | Centro-sinistra        | 22 / 512               | 5 / 210                |                        |
|                        | Partito Repubblicano Italiano           | Centro-sinistra        | 6 / 512                | 0 / 210                |                        |
| Totale                 | Totale                                  | Totale                 | Totale                 | 301 / 512              | 128 / 210              |